# Geamăna (Stoilești), Vâlcea
Geamăna este un sat în comuna Stoilești din județul Vâlcea, Muntenia, România. Se află în partea de SE a județului, în Podișul Cotmeana.